# 207321 Crawshaw
207321 Crawshaw este un asteroid din centura principală de asteroizi.

## Descriere
207321 Crawshaw este un asteroid din centura principală de asteroizi. A fost descoperit pe 10 aprilie 2005 la Mount Lemmon de Albert D. Grauer. Asteroidul prezintă o orbită caracterizată de o semiaxă mare de 2,76 ua, o excentricitate de 0,16 și o înclinație de 7,1° în raport cu ecliptica.